# Boarmia cognata
Boarmia cognata är en fjärilsart som beskrevs av Walker 1860. Boarmia cognata ingår i släktet Boarmia och familjen mätare. Inga underarter finns listade i Catalogue of Life.